# 太阳神-L1号探测器
太阳神-L1号探测器（英語：Aditya-L1）是印度于2023年9月2日发射用于研究太阳的天基天文台。本次任务由極軌衛星運載火箭PSLV-C57搭载太阳神L1于印度时间2023年9月2日11时50分左右在萨迪什·达万航天中心发射升空。太阳神L1探测器需要飞行约4个月以抵达距地球150万公里的拉格朗日L1点，在不受日食等干扰下，持续观测太阳。

## 命名
本次探测任务与探测器以印度教太阳神命名，“Aditya”在梵语中意为“太阳神”，L1的意思是指探测器的工作轨道位于拉格朗日L1点的晕轨道。

## 有效载荷
太阳神-L1号探测器搭载有可见发射线日冕仪、紫外望远镜等七个有效载荷，以观察太阳的光球层、色球层和日冕，研究日冕加热、日冕物质抛射、太空天气的形成因素等。